# Datowanie metodą trakową

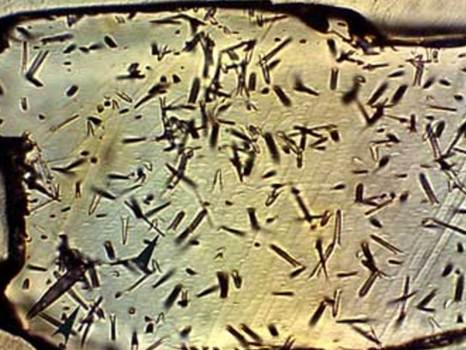
Ślady rozszczepienia w minerale obserwowanym pod mikroskopem optycznym.

Datowanie metodą trakową (ang. Fission track dating) – metoda datowania bezwzględnego wykorzystująca zjawisko promieniowania, opiera się na samorzutnym rozszczepieniu izotopu uranu 238U. Optymalne datowanie tą metodą jest dla próbek pochodzących od 30–40 000 do ponad 2 000 000 lat wstecz. Metoda ta pomocna jest zwłaszcza przy datowaniu stanowisk paleolitycznych, także wyrobów szklanych, glazur oraz innych przedmiotów zawierających dostateczną ilość uranu. Posługując się tą metodą, otrzymuje się wyniki z dokładnością do 2–10%.
Datowanie metodą trakową przypomina inne metody radiometryczne, z tym że zamiast zliczania cząstek izotopów pochodnych, liczy się ślady powstałe po rozszczepianiu się jąder atomowych widoczne w próbkach mineralnych tzw. "Traki". Wiek danego minerału może zostać określony poprzez obliczenie liczby "traków", jakie zawiera oraz zawartości uranu.
Izotopy uranu rozpadają się na dwa posiadające dużą energię fragmenty, które wywołują przesunięcia atomów kryształu. Oddalają się z wielką prędkością, pozostawiając ślady, czyli „traki” widoczne pod mikroskopem optycznym. Znając szybkość zachodzenia rozszczepień jąder izotopów uranu, można obliczyć, kiedy proces został zapoczątkowany.